# Rosice (Pardubice)
Rosice é uma comuna checa localizada na região de Pardubice, distrito de Chrudim.